# Problem Child 2
Problem Child 2 (conocida en Hispanoamérica como Adorable criatura 2, Una amenaza en el pueblo 2 o Mi pobre diablillo 2, y en España como Este chico es un demonio 2) es una película de comedia estadounidense de 1991 dirigida por Brian Levant. Es la secuela de la película Problem Child, protagonizada por los mismos actores de la primera: John Ritter y Michael Oliver. Tuvo menos éxito que su antecesora.

## Argumento
Tras divorciarse de Flo, Ben y Junior se mudan de Cold River, Illinois a Mortville, Oregón, una comunidad tranquila, como una manera de comenzar de nuevo. Antes de que lleguen a su nueva casa, Junior ve a una niña patinando en la acera con un globo, y  lanza una piedra con su resortera explotandole su globo, riéndose de ella mientras pasa. Ben y Junior llegan a su nueva casa, y momentos después docenas de mujeres hacen fila afuera, todas queriendo salir con Ben, debido a que el pueblo tiene un récord de mujeres divorciadas.
Cuando Junior comienza su primer día de clases, ve que Igor Peabody (Gilbert Gottfried), el agente de adopción de la primera película, es el director de su nueva escuela. Igor se asusta ante la llegada de Junior y lo promueve rápidamente a sexto grado. Ya en el salón de clases, Junior se encuentra con Murph (Eric Edwards), el matón de la escuela, y cuando el le golpea su almuerzo, se enfrenta con el y se gasta toda la cinta adhesiva dejando a Murph pegado al tablero. 
Al rato, Murph toma venganza al dejar caer la antena parabólica de la escuela tratando de lastimar a Junior, pero golpea a Ben en su lugar, dejándolo inconsciente. Cuando Ben despierta en la enfermería, ve a la enfermera de la escuela, Annie Young, y se enamora de ella. Junior, molesto por el repentino interés amoroso de Ben, trata de dibujar un bigote en la foto de Annie que cuelga en el pasillo, pero es  impedido por Trixie Young (Ivyann Schwan), la chica cuyo globo le explotó antes.
Entre tanto, Ben decide salir para encontrar una nueva esposa y madre para Junior, pero el está en contra. Su primera cita es con Debbie Claukinski (Charlene Tilton), una mujer divorciada cuyo antiguo esposo, Voytek (Zach Grenier) es un vago, come comida de perro y es increíblemente celoso. Antes de salir, Ben contrata a una niñera llamada Rhoda para que cuide a Junior.
Desafortunadamente, ella es una vaga irresponsable que come comida chatarra y ve televisión. Después de que ella insulta a Junior, él llama a Voytek y le cuenta la cita de Debbie, lo que lo lleva a ir al restaurante donde ella y Ben están. Ella al ver a su exesposo pelea con Ben, pero esto solo hace que Debbie tenga un cambio de actitud respecto a él.
De vuelta en la casa, el novio molesto de Rhoda aparece en su motocicleta y deciden tener relaciones sexuales en el dormitorio principal. Al ser insultado por Rhoda y su novio, Junior usa la cámara de video de Ben para grabarlos, e instala un proyector en el frente de la casa para que todo el vecindario los vea.
Mientras Ben conduce a su casa, Debbie y Voytek se besan ferozmente en el asiento del pasajero, y Ben ve varios autos estacionados en su camino, junto con todo el vecindario observando a Rhoda y su novio teniendo sexo en su cama. Él se sorprende y le recuerda a Junior que son nuevos en el vecindario y deben intentar adaptarse. Esa noche, el padre de Ben, Big Ben Healy (Jack Warden) y su perro Nippy, llegan a vivir con ellos temporalmente después de que el pierde todo su dinero en una franquicia fraudulenta. Entre tanto, la segunda cita de Ben es con Emily (Martha Quinn) pero Junior altera el timbre de la casa y se electrocuta. Ben se sorprende al verla electrocutada, y ella cae de cara al suelo después de que Ben cierra la puerta. Al día siguiente, Junior ve a Trixie entrando al salón de clases y cuando el la busca con su resortera, ella lo ataca con la manguera de incendios. Días más tarde Junior encara a Trixie en el baño pero ella saca una dinamita de su bolsillo y el la arroja en el retrete pero termina explotando en otro baño.
De otra parte, LaWanda Dumore (Laraine Newman), la mujer más adinerada y odiosa de Mortville se interesa en Ben, para gran disgusto de Junior. Mientras Ben y Junior se han ido de paseo, ella redecora la casa para tratar de impresionar a Ben, con la complicidad de Big Ben. En la noche, Ben y Junior van a un parque de diversiones donde él es muy pequeño para montar en una atracción mecánica llamada Crazy Dance y después de ser burlado por Trixie y Murph, Junior acelera el voltaje del juego mecánico y hace que todos en el parque de diversiones vomiten. 
Más adelante, Junior al enterarse de que LaWanda ha redecorado su habitación con un tema de payasos (que él detesta), se ensaña contra ella hipnotizando a Nippy (el perro de Big Ben) para que ataque a LaWanda, pero el plan fracasa debido a que el perro quedó inmóvil, y como plan B, termina arruinando una cena que había preparado LaWanda al poner su colección de cucarachas. Luego de ser reprendido por Ben después del desastre de la cena, LaWanda le advierte a Junior que cuando se case con su padre lo enviará a un internado en Bagdad. Junior intenta advertirle a su padre, pero él se niega a creerle.
En la función escolar, Ben se da cuenta de que el espectáculo de títeres va mal, por lo que de inmediato el lo detiene, pero se sorprende al ver que fue Trixie la que estaba arruinando el show escolar y de paso nota que Annie la enfermera es la madre de Trixie. Al salir de la escuela, Annie se apresura a llevarla a casa y Ben intenta decirle que entiende lo que es criar a un niño problemático y piensa que pueden ayudarse mutuamente, además de proponerle salir juntos en una cita, pero ella le dice que si lo intentan, el comportamiento de Trixie empeoraría.
De otro lado, Junior logra que Nippy recupere el movimiento gracias a una lata de comida de perro "Chow Down" que le ofrecen dos empleados de Control Animal que estaban rondando el vecindario buscando perros rabiosos, haciendo que el perro tenga un efecto secundario al comerlo. Más tarde, Junior intenta detener la boda cambiando la muestra de sangre de LaWanda por la de un perro rabioso. Esa tarde, mientras Lawanda celebra su despedida de soltera en el banco Dumore, ella muerde el pastel de la fiesta quedando un poco de crema en su cara, haciendo que parezca tener espuma en la boca (un síntoma de la rabia en los perros) y como resultado, es llevada por los oficiales de Control Animal y recluida en el hospital quedando amarrada en la cama. Cuando visitan a LaWanda, ella le insiste a Ben que la boda sigue en pie. Luego, Junior cambia la historia clínica de Lawanda y le pone la de un hombre que quiere hacerse una cirugía en la nariz. 
Al reunirse en un restaurante, Ben, Annie, Junior y Trixie cenan juntos y la pasan bien, pero luego comienzan a ser molestados por Peabody y su novia e inician una guerra de comida en la que son expulsados del restaurante. Después de la pelea de comida, Junior y Trixie se disculpan por las bromas que se hicieron días atrás. De vuelta en el hospital, LaWanda despierta horrorizada viendo la sorpresiva rinoplastia que le hicieron. Mientras tanto, Trixie y Junior se enfrentan con Big Ben y de paso se van al monumento de La Roca del Amor para pedir que Ben y Annie queden juntos para siempre.
Al día siguiente, Ben nota que Junior no está en su cuarto y junto con Annie buscan a Trixie y Junior. Ellos los encuentran dormidos en una banca del monumento y se los llevan cada uno por su lado. En la boda, cuando Ben estaba a punto de aceptar a LaWanda como esposa, Trixie aparece manejando una excavadora con la Roca del Amor y LaWanda queda atrapada debajo de ella cuando intentaba detenerla. Luego Ben le dice a Annie que ella es la que realmente ama y ambos se besan para gran satisfacción de Trixie y Junior, y después él le sugiere a Big Ben que si tanto le gusta LaWanda que se quede con ella, a lo que él acepta gustosamente.
Al final Junior usa su resortera con la dinamita de Trixie, haciendo que el pastel se dispare y aterrice en LaWanda y Big Ben, mientras que Nippy deja un desecho enorme (efecto provocado por la comida "Chow Down") en frente de él, LaWanda y su asistente Smith (Paul Willson) y de paso, Ben, Junior, Annie y Trixie se van del parque caminando.

## Doblaje
| Actor             | Papel                           | Doblaje - México | Doblaje - España |
| ----------------- | ------------------------------- | ---------------- | ---------------- |
| John Ritter       | Ben Healy                       | Martin Soto      | Fernando de Luis |
| Michael Oliver    | Ben "Junior" Healy              | Enzo Fortuny     | Eloisa Mateos    |
| Jack Warden       | Big Ben Healy                   | Tito Resendiz    | Felix Acaso      |
| Laraine Newman    | LaWanda Dumore                  | Rebeca Manríquez | Luisa Ezquerra   |
| Amy Yasbeck       | Annie Young                     | Diana Santos     | Pepa Castro      |
| Ivyann Schwan     | Trixie Young                    | Rossy Aguirre    | Chelo Vivares    |
| Gilbert Gottfried | Director Igor Peabody - Villano | Herman Lopez     | Ángel Egido      |
| Eric Edwards      | Murph                           | Lalo Garza       |                  |
| Paul Willson      | Smith                           | Gerardo Reyero   | Eduardo Moreno   |
| Bob Smith         | Padre Flanagan                  |                  | Mario Martín     |